# دائرة القيروان الانتخابية
دائرة القيروان الانتخابية هي واحدة من 27 دائرة انتخابية تونسية. تغطي كامل أراضي ولاية القيروان.

## نتائج الانتخابات
فيما يلي نتائج انتخابات المجلس الوطني التأسيسي التونسي 2011 للدائرة الانتخابية. وتبين القائمة الأحزاب التي فازت بمقعد واحد على الأقل:
| الحزب                    | الحزب                    | الاصوات | %    | المقاعد |
| ------------------------ | ------------------------ | ------- | ---- | ------- |
|                          | حركة النهضة              | 70٬192  | 43   | 4       |
|                          | تيار المحبة              | 30٬084  | 18,4 | 2       |
|                          | المؤتمر من أجل الجمهورية | 7٬542   | 4,6  | 1       |
|                          | التكتل                   | 3٬718   | 2.3  | 1       |
|                          | حزب العمال               | 2٬731   | 1.7  | 1       |
| المسجلين                 | المسجلين                 | 179٬169 | 100  | 9       |
| الناخبين                 | الناخبين                 | 163٬333 |      | -       |
| الأصوات الصحيحة للقائمات | الأصوات الصحيحة للقائمات | 163٬333 | 100  | -       |
| الأوراق الملغاة والبيضاء | الأوراق الملغاة والبيضاء | 15٬836  |      | -       |

## روابط خارجية
- الموقع الرسمي لهيئة الانتخابات.